# 기아 R 시리즈
기아 R 시리즈(Kia R Series)는 기아에서 생산하는 자동차 시리즈이다. R시리즈는 쏘렌토 R/뉴 쏘렌토 R, 스포타지 R/더 뉴 스포티지 R, 카니발 R/뉴 카니발 R, 쎄라토 R(중국 전용 모델)이 있다.

## 목록
- 기아 스포티지 R
- 기아 쏘렌토 R
- 기아 카니발 R
- 기아 쎄라토 R (중국 전용 모델)

## 같이 보기
- 기아 K 시리즈
- 현대 i 시리즈
- 르노코리아 SM 시리즈
- 르노코리아 QM 시리즈
- 쌍용 코란도 시리즈